# Лонгиновская улица
Лонгиновская улица — улица в районе Лефортово Юго-Восточного административного округа Москвы.

## Происхождение названия
Улица получила своё название в честь находившейся здесь дачи домовладелицы Лонгиновой.

## Описание
Улица начинается у пересечения Наличной и Сторожевой улицы и идёт до Ухтомской улицы. Слева примыкают Крюковская улица и Княжекозловский переулок. Почтовый индекс — 111020.

## Транспорт
Недалеко от улицы находятся автобусные остановки «Введенское кладбище» и «Ухтомская улица — Музей Лефортово». Ближайшая станция метро —  Лефортово. Ближайшая железнодорожная станция —  Сортировочная.

### Маршруты
59 Карачарово — Электрозаводский мост
730 Гаражная улица — Андроньевская площадь

## Примечательные здания и сооружения
д. 6 — Школа № 1228 (5-й корпус)
д. 10 — Отделение полиции
д. 10А — Детский сад № 1946